# Bonifazius Kiesewetter
Bonifazius Kiesewetter (auch Bonifacius) ist eine fiktive Gestalt in zotigen Unsinnsgedichten, die zur Zeit des Deutschen Kaiserreichs entstanden. Sie ist das Alter Ego ihres Schöpfers Waldemar Dyhrenfurth. Die „Figur“ dient vermutlich noch heute als Vorlage ähnlicher Verse.
Vergleichbar sind der Sanitätsgefreite Neumann und Frau Wirtin.

## Form
Die poetische Form der Bonifazius-Kiesewetter-Verse ist stabil und wird streng eingehalten: Zuerst der Bericht in dreimal zwei trochäisch achthebigen Zeilen im Paarreim (meist katalektisch = männlich endend), dann die mitzusprechende Überschrift „Moral:“ und zuletzt ein trochäischer Vierheber-Paarreim (ebenfalls meist mit katalektischem = männlichem Schluss).
Zu den Versen von Bonifazius Kiesewetter kursiert in leicht unterschiedlichen Versionen ein Einleitungstext, der in einer Art Rahmenhandlung das Bild einer Großmutter entwirft, die ihren kleinen Enkeln an kalten Winterabenden erzählt, wer „das größte Schwein im Land“ sei:
Wenn an langen Wintertagen rauh der wilde Nordwind fegt,
und des Winters Sturm und Regen eisig an die Scheiben schlägt,
Wenn vor traulichen Kaminen lauschend sitzt der Kinder Schar
dann erzählt die Muhme ihnen, wer einst Bonifazius war,
wie er seine Tag’ und Nächte mit der Gräfin zugebracht,
wie er – leider! – unterlegen öfter war des Bösen Macht.
Doch es zieht aus jeder Weise die Moral den weisen Sinn,
merkt ihn Euch, Ihr lieben Kindlein, dann habt Ihr davon Gewinn!
Wohlbekannt ist jedem Kinde, wer der stärkste Mann der Welt.
Ebenso ist ohne Zweifel, Rothschild hat das meiste Geld.
Und es ist auch zweifelsohne, wer das größte Schwein im Land:
Bonifazius Kiesewetter wird das Rübenschwein genannt.
In Sammlungen steht oft folgendes Beispiel aus dem Fäkal-Bereich an vorderer Stelle:
Bonifazius Kiesewetter war ein Schweinehund seit je.
Und so schiss er der Baronin heimlich in das Portemonnaie.
Hin zu einem Bücherladen lenkt sie ihren Schritt indes,
kaufte, da sie hochgebildet, etwas sehr Ästhetisches.
Als die Dame zahlen wollte, und sie zahlte stets in bar,
griff sie in die blanke Scheiße, was ihr äußerst peinlich war.
Moral und christliche Nutzanwendung:
Nur ungern nimmt der Handelsmann
statt baren Geldes Scheiße an.
Das folgende Beispiel zeigt die übliche Form. Der Inhalt ist untypisch, weil er sich nicht wie sonst gegen „feine Leute“, sondern gegen die (unverstandene) Entnazifizierungspraxis in der Nachkriegszeit richtet.
Bonifazius Kiesewetter wurde neulich interniert,
weil er unter Adolf Hitler für die NSV kassiert.
In dem großen Fragebogen, den der CIA erfand,
schrieb er statt der richtgen Antwort dreimal „Scheiße“ an den Rand.
Dies empörte den Vernehmer. Captain Coogan wurde rot,
und er schoss den Bonifazius auf der Stelle mausetot.
Moral:
Wenig Feingefühl beweist,
wer auf Fragebögen scheißt.

## Inhalt
Ähnlich wie Witz oder Unsinnserzählung bedienen die Bonifazius-Kiesewetter-Verse das Verlangen nach gelegentlicher Flucht aus dem „Comment“ oder sonst geltenden Anstandsregeln. Die regelmäßig angehängte „Moral“ verspottet ähnliche Sprüche, die lehrhaft angeblich bewährte Lebensregeln verkünden.
Ein Bericht in gepflegter Sprache über möglichst vornehme Personen scheint zunächst einen Hintergrund gängiger Korrektheit auszubreiten. Dieser geht aber schnell in eine derbe Karikatur über, die im selben Tonfall obszöne Wörter und Verhaltensweisen darstellt.
Am Ende steht unter der Überschrift „Moral“ oder „Moral und christliche Nutzanwendung“ ein Zweizeiler, von dem der Hörer eine moralische Zurechtrückung des soeben Gehörten erwartet. Doch die Erwartung wird böse enttäuscht: Meist folgt ein zynischer Kommentar zur dargestellten Situation oder sogar noch ein weiterer obszöner Aspekt der Geschichte.
Bonifazius verstößt gegen die grundlegenden Umgangsformen seiner Zeit und Gesellschaftsschicht. Er lebt seine Sexualität durch Geschlechtsverkehr mit Mensch, Tier und Gegenstand sowie durch Onanie aus und dies auch völlig unverschämt in aller Öffentlichkeit. Er hantiert mit Fäkalien sorglos und schadenfroh auch zum Nachteil seiner selbst oder anderer Menschen. Er hat keinerlei Bedenken und nimmt auch keine Rücksicht auf eventuelle eigene Nachteile gesellschaftlicher oder physischer Natur. Sein Verhalten wirkt wie die Trotzreaktion eines eingeengten Geistes auf die strengen Moral- und Etikette-Vorschriften der wilhelminischen Kultur.
In der wilhelminischen Zeit waren die Verse vor allem in akademischen Kreisen sehr populär. Ihre Ausstrahlung bezogen sie aus dem Kontrast zwischen dem gesellschaftlichen Renommee der handelnden Personen und der unverschämten Obszönität ihrer angeblichen Verhaltensweisen: Umgang mit Fäkalien und Sexualität abseits aller Konvention. Bonifazius tritt als Repräsentant des Establishments im deutschen Kaiserreich in verschiedenen Rollen auf: als Corpsstudent, Jurist, Beamter und Offizier. Er verkehrt in Adelskreisen. Als Sexualpartnerin wird öfter eine Gräfin oder Baronin Ziegler genannt.

## Geschichte

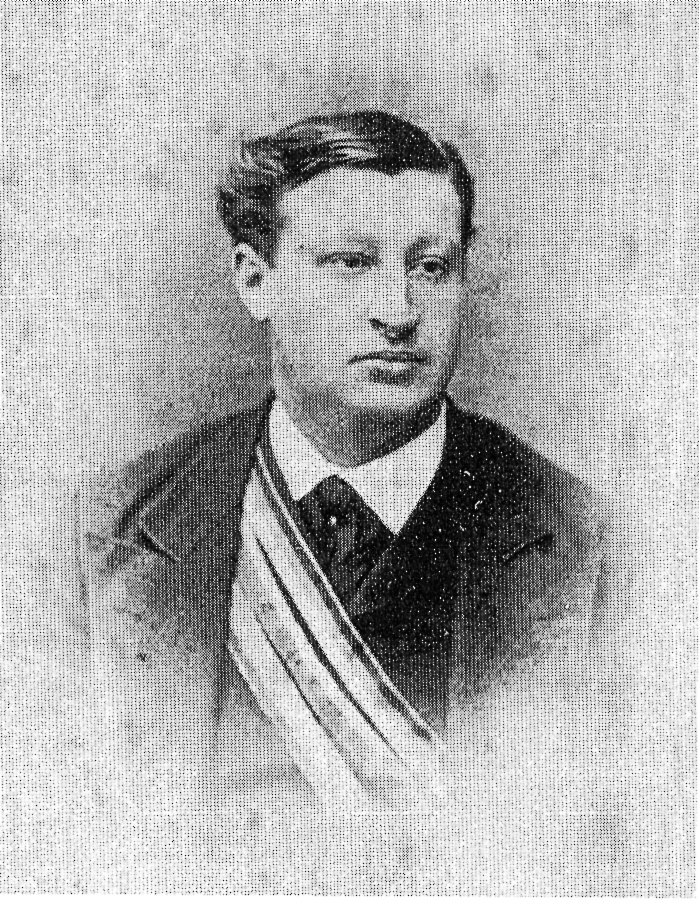
Dyhrenfurth um 1870

Als Erfinder und Hauptautor der bekannten Form gilt der preußische Staatsanwalt Waldemar Dyhrenfurth. Zu Beginn seines Jurastudiums trat er 1868 dem Corps Borussia Breslau bei, einer schlagenden Studentenverbindung, die innerhalb des als äußerst vornehm erachteten Dachverbandes Kösener Senioren-Convents-Verband (KSCV) zum grünen Kreis gehörte. Diese Corps rekrutierten sich oft aus dem Landadel und gaben sich gern rustikal. Dyhrenfurth schloss sich noch zwei anderen („blauen“) Corps an. Einige der Kiesewetter-Strophen beziehen sich konkret und sachkundig auf das Corpsstudententum.
Waldemar Dyhrenfurth soll Mitglied der Literarischen Gesellschaft „Der Osten“, die Dritte Schlesische Dichterschule gewesen sein, einer Breslauer Vereinigung von (Hobby-)Autoren, die sich auf die großen Zeiten der schlesischen Dichtkunst beriefen (siehe auch: Schlesische Dichterschule, Zweite Schlesische Schule). Die Gesellschaft wurde 1859 gegründet und musste im Jahre 1934 unter dem Gleichschaltungsdruck der nationalsozialistischen Herrschaft ihre Aktivitäten aufgeben.
Die später wie Volksliedstrophen den Originalversen hinzugedichteten Texte kann man zunächst am ehesten den Studentenliedern und der Unsinnspoesie zuordnen. Heutzutage wird man nicht wenige Rezitatoren samt nicht öffentlicher Hörergemeinde auch unter Soldaten (vermutlich aller Ränge), bei Handwerkern, Fuhrleuten und anderen Männergruppen finden.
Anfangs wurden die Verse nur mündlich überliefert, seit dem Ende des Zweiten Weltkriegs gibt es auch Buchveröffentlichungen. Im Jahre 1968 wurde in deutsch-italienischer Kooperation ein Erotikfilm mit der Titelfigur produziert, der die Bordellbesuche eines Bonner Medizinstudenten zum Thema hatte: Donnerwetter! Donnerwetter! Bonifatius Kiesewetter. 1978 legte Hans Billian einen pornografischen Kurzfilm mit Astrid Boner nach.

## Geflügelte Worte
Einzelne „Moral“-Reime werden gelegentlich als geflügeltes Wort ohne Verweis auf Bonifazius zitiert:
Sch. auf der Friedhofsmauer ist ein Zeichen echter Trauer.
Sch. im Trompetenrohr kommt zum Glück nur selten vor.
…….und kommt es einmal trotzdem vor, ist Sch. im Trompetenrohr
Ungern nimmt der Handelsmann statt barer Münze Sch. an.
Sch. auf dem Sofakissen wird man wohl entfernen müssen.
Sch. auf der Kirchturmspitze blättert ab bei großer Hitze.
Sch. in den Manteltaschen hält die Kinder ab vom Naschen.
Sch. in der Lampenschale gibt gedämpftes Licht im Saale.
Sch. auf dem Autoreifen gibt beim Bremsen braune Streifen.
Sch. durch ein Sieb geschossen gibt die schönsten Sommersprossen.
Sch. auf dem Tellerrand wird als Senf nicht anerkannt.

## Film
- Donnerwetter! Donnerwetter! Bonifatius Kiesewetter (Produktion Deutschland/Italien 1968, Erstaufführung 10. Januar 1969), Regie: Helmut Weiss, Buch: Bodo Baumann und Werner Hauff, unter anderem mit den Darstellern Paul Dahlke, Hubert von Meyerinck, Raimund Harmstorf, Loni Heuser, Produktion: Parnass-Film GmbH (München), R.K. Cinematografica S.r.l. (Rom)
- Trübe Quelle. In: Der Spiegel. Nr. 21, 1967, S. 81 (online).